# Sit blanc

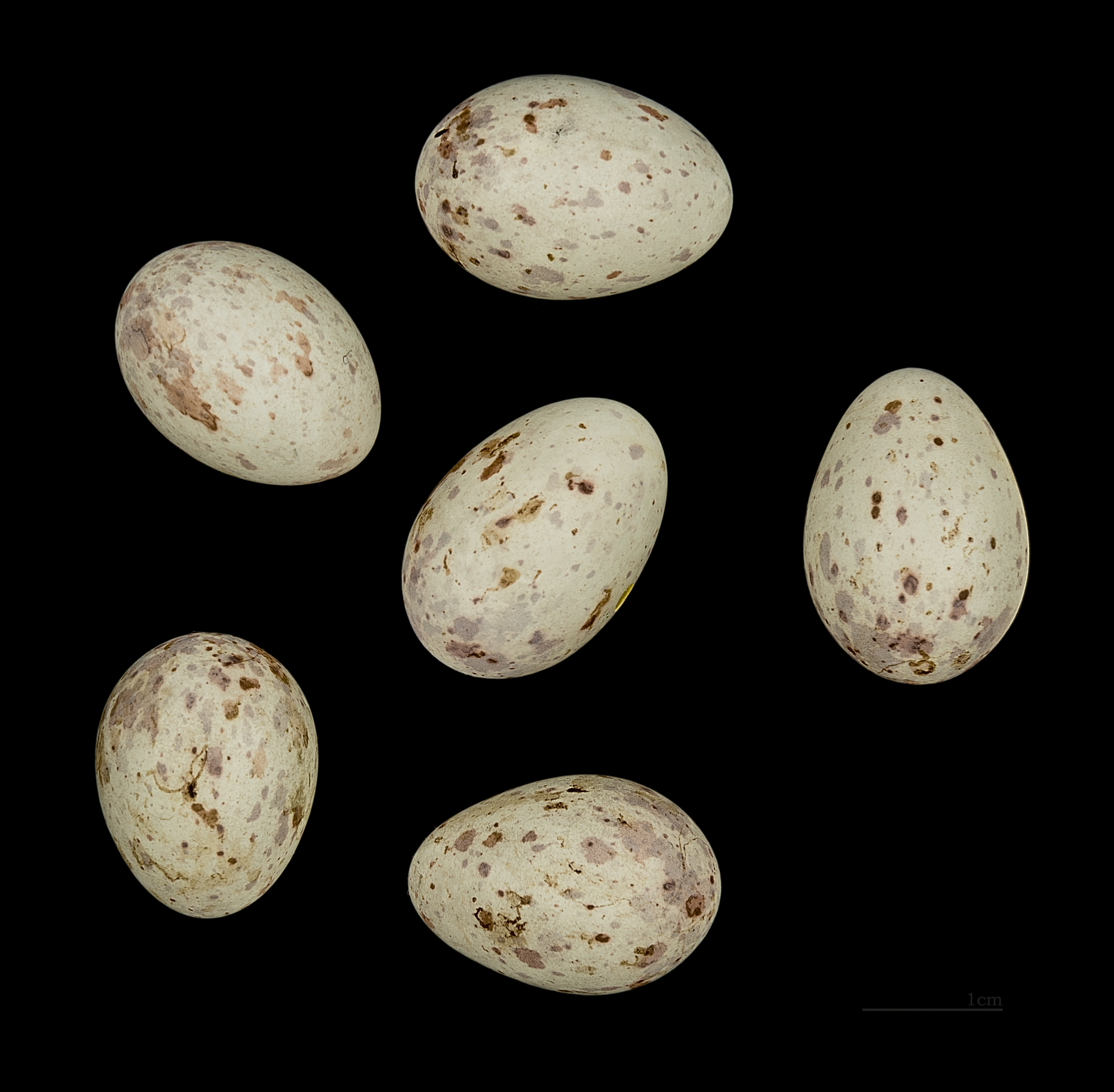
Plectrophenax nivalis

El sit blanc (Plectrophenax nivalis), és una au passeriforme de la família Calcariidae. Habita en l'Àrtida i en una àrea restringida de l'hemisferi nord. Hi ha petites poblacions aïllades als pics de les muntanyes a la regió nòrdica, incloent els Cairngorms en el centre d'Escòcia i a les muntanyes Sant Elias a la frontera sud d'Alaska.
Habita la tundra, els erms sense arbres i les muntanyes pelades. És un au migratòria, ja que passa l'hivern més al sud en zones més temperades, principalment en les costes marines o a les muntanyes baixes, encara que poden envair les terres de cultiu. A l'hivern forma enormes esbarts. És un visitant ocasional del delta de l'Ebre i de les marjals valencianes.